# Опала (село)
Опала — упразднённое село в Усть-Большерецком районе Камчатской области РСФСР (сейчас — территория Камчатского края России).
Расположено на косе, отделяющей приустьевую часть реки Опала от акватории Охотского моря, по которой и получило своё название.
В селе действовали рыбозавод, электростанция. Имелась восьмилетняя школа на 160 учащихся, больница на 20 коек, сберегательная касса, клуб, 4 магазина, пекарня, столовая на 60 мест, баня на 30 мест.
Упразднено 23 марта 1968 года.